# Barreiros (Pernambuco)
Barreiros este un oraș în Pernambuco (PE), Brazilia.